# Münsterland Giro 2021
Il Münsterland Giro 2021 (ufficialmente Sparkassen Münsterland Giro per motivi di sponsorizzazione), quindicesima edizione della corsa, valevole come evento dell'UCI ProSeries 2021 categoria 1.Pro, si è svolto il 3 ottobre 2021 su un percorso di 188,5 km, con partenza da Enschede, nei Paesi Bassi, e arrivo a Münster, in Germania. La vittoria è stata appannaggio del britannico Mark Cavendish, che ha completato il percorso in 4h 11' 52" alla media di 44,905 km/h precedendo il francese Alexis Renard ed il danese Morten Hulgaard.
Al traguardo di Münster 79 ciclisti, dei 121 partiti da Enschede, hanno portato a termine la competizione.

## Squadre e corridori partecipanti
| N.    | Cod. | Squadra                  |
| ----- | ---- | ------------------------ |
| 1-7   | DQT  | Deceuninck-Quick Step    |
| 11-17 | BOH  | Bora-Hansgrohe           |
| 21-27 | IWG  | Intermarché-Wanty-Gobert |
| 31-37 | ISN  | Israel Start-Up Nation   |
| 41-47 | DSM  | Team DSM                 |
| 51-57 | AFC  | Alpecin-Fenix            |
| 61-67 | GAZ  | Gazprom-RusVelo          |
| 71-77 | SVB  | Sport Vlaanderen-Baloise |
| 81-87 | UXT  | Uno-X Pro Cycling Team   |

| N.      | Cod. | Squadra                    |
| ------- | ---- | -------------------------- |
| 91-97   | DEU  | Germania                   |
| 101-107 | BAI  | Bike Aid                   |
| 111-117 | TDA  | Dauner-Akkon               |
| 121-127 | LKH  | Lotto-Kern Haus            |
| 131-137 | SVL  | Team SKS Sauerland NRW     |
| 141-147 | ABC  | Abloc CT                   |
| 151-157 |      |                            |
| 161-167 | LPC  | Leopard Pro Cycling        |
| 171-177 | VWE  | VolkerWessels Cycling Team |

## Ordine d'arrivo (Top 10)
| Pos. | Corridore        | Squadra    | Tempo    |
| ---- | ---------------- | ---------- | -------- |
| 1    | Mark Cavendish   | Deceuninck | 4h11'52" |
| 2    | Alexis Renard    | Israel     | s.t.     |
| 3    | Morten Hulgaard  | Uno-X      | s.t.     |
| 4    | Josef Černý      | Deceuninck | a 6"     |
| 5    | Niklas Märkl     | DSM        | a 9"     |
| 6    | Rune Herregodts  | Sport Vl.  | a 12"    |
| 7    | Adriaan Janssen  | Abloc CT   | s.t.     |
| 8    | Álvaro Hodeg     | Deceuninck | a 58"    |
| 9    | Pascal Ackermann | Bora       | a 1'21"  |
| 10   | André Greipel    | Israel     | a 1'33"  |